# Hryhorij Wowczynski
Hryhorij Wasylowycz Wowczynski, ukr. Григорій Васильович Вовчинський (ur. 4 lipca 1988 w Czerkasach) – ukraiński niepełnosprawny biegacz narciarski i biathlonista, mistrz świata i dwukrotny wicemistrz paraolimpijski.